# Намибийско-южноафриканские отношения
Намибийско-южноафриканские отношения — двусторонние дипломатические отношения между Намибией и ЮАР. Южная Африка захватила Намибию у Германии в ходе Первой мировой войны и занимала её территорию до 1990 года, когда Намибия получила независимость. В течение этих 75 лет тысячи южноафриканцев поселились в Намибии. Южная Африка рассматривала Намибию в качестве провинциальной, а не оккупированной территории. В Намибии также действовал закон апартеида. Протяжённость государственной границы между странами составляет 1005 км.

## История
В 1915 году войска Южно-Африканского Союза захватили Намибию. В 1920 году ЮАС получил от Лиги Наций мандат на управление Юго-Западной Африкой. После прекращения деятельности Лиги Наций ЮАР отказалась сдать мандат и продолжала контролировать эту территорию, установив там режим апартеида. ЮАР рассматривала Намибию как буфер защищающий страну от «вражеских» государств Чёрной Африки. С 1966 года Организация народов Юго-Западной Африки (СВАПО) начала борьбу за независимость от ЮАР. Базы СВАПО размещались на территории Анголы и Замбии, а поддержку им оказывал СССР (официальной идеологией СВАПО был марксизм).
В 1966 году Генеральная Ассамблея Организации Объединённых Наций проголосовала за лишение ЮАР мандата на управление Намибией и передачи этой территории под администрацию ООН. ЮАР отказывалась признавать эту резолюцию ООН до 1985 года, когда президент Питер Виллем Бота решил передать часть полномочий временному правительству Намибии. В 1988 году власти ЮАР согласились уйти из Намибии. Отношения Южной Африки с Намибией (ранее Юго-Западной Африкой) были нормализованы после подписания соглашения 1988 года, которое проложило путь для урегулирования взаимосвязанных конфликтов в Намибии и Анголе. 21 марта 1990 года в присутствии Генерального секретаря ООН и президента ЮАР была провозглашена независимость Намибии.
В марте 1990 года Южная Африка установила дипломатические отношения с Намибией. Между странами сложились непростые отношения в том числе потому, что многие из высокопоставленных чиновников Намибии были лидерами партизанских отрядов, которые вели борьбу против ЮАР. В 1994 году портовый город Уолфиш-Бей был возвращён Намибии решением президента ЮАР Нельсона Манделы.

## Экономические отношения
В 1990 году экономика Намибии все ещё была зависима от ЮАР. В 1992 году 90 % от всего импорта Намибии поступало из Южной Африки, а в ЮАР поставлялось 30 % экспорта Намибии. В декабре 1994 года президент ЮАР Нельсон Мандела объявил о решении своего правительства списать долг Намибии, что составляло около 190 млн долларов США. На сегодняшний день экономика Намибии по-прежнему находится в тесном контакте с Южной Африкой, между странами заключен таможенный союз. В 2012 году около 200 000 намибийцев посетили ЮАР с туристической целью. В 2016 году товарооборот между странами составил сумму около 50 млрд долларов США.